# Fußball-Bundesliga/Rekorde/1. FC Köln
Der Artikel Fußball-Bundesliga/Rekorde/1. FC Köln listet die vereinsspezifischen Rekorde des 1. FC Köln auf, die mit Bezug auf die Zugehörigkeit zur deutschen Fußball-Bundesliga gehalten werden.
Der Verein ist aktuell Bundesligist (Stand: Saison 2025/26).
Siehe auch: 

## Vorbemerkung
Es besteht eine Unterteilung zwischen Positiv- und Negativrekorden sowie vereinsinternen Bestmarken. Weitere Rekorde, die dem Verein nicht zuzuordnen sind, werden im Hauptartikel unter „Allgemein“ gelistet. Dort bestehen zudem die Rubriken „Trainerspezifische Rekorde“, „Schiedsrichterspezifische Rekorde“ sowie „Sonstige Rekorde“. Es besteht außerdem die Möglichkeit „In nächster Zeit möglicherweise fallende Bestmarken“ im unteren Bereich der Hauptseite festzuhalten, bzw. die neuen Rekorde an die passenden Stellen einzusortieren. Wenn möglich, wird zu einem Positivrekord auch der Negativrekord als Gegenstück gelistet (und andersrum). Die Liste erhebt keinen Anspruch auf Vollständigkeit.

## 1. FC Köln
Aktuelle Platzierung in der Ewigen Tabelle der Fußball-Bundesliga: Platz 10 von 58 (Stand: 34. Spieltag 2024/25)

### Positivrekorde

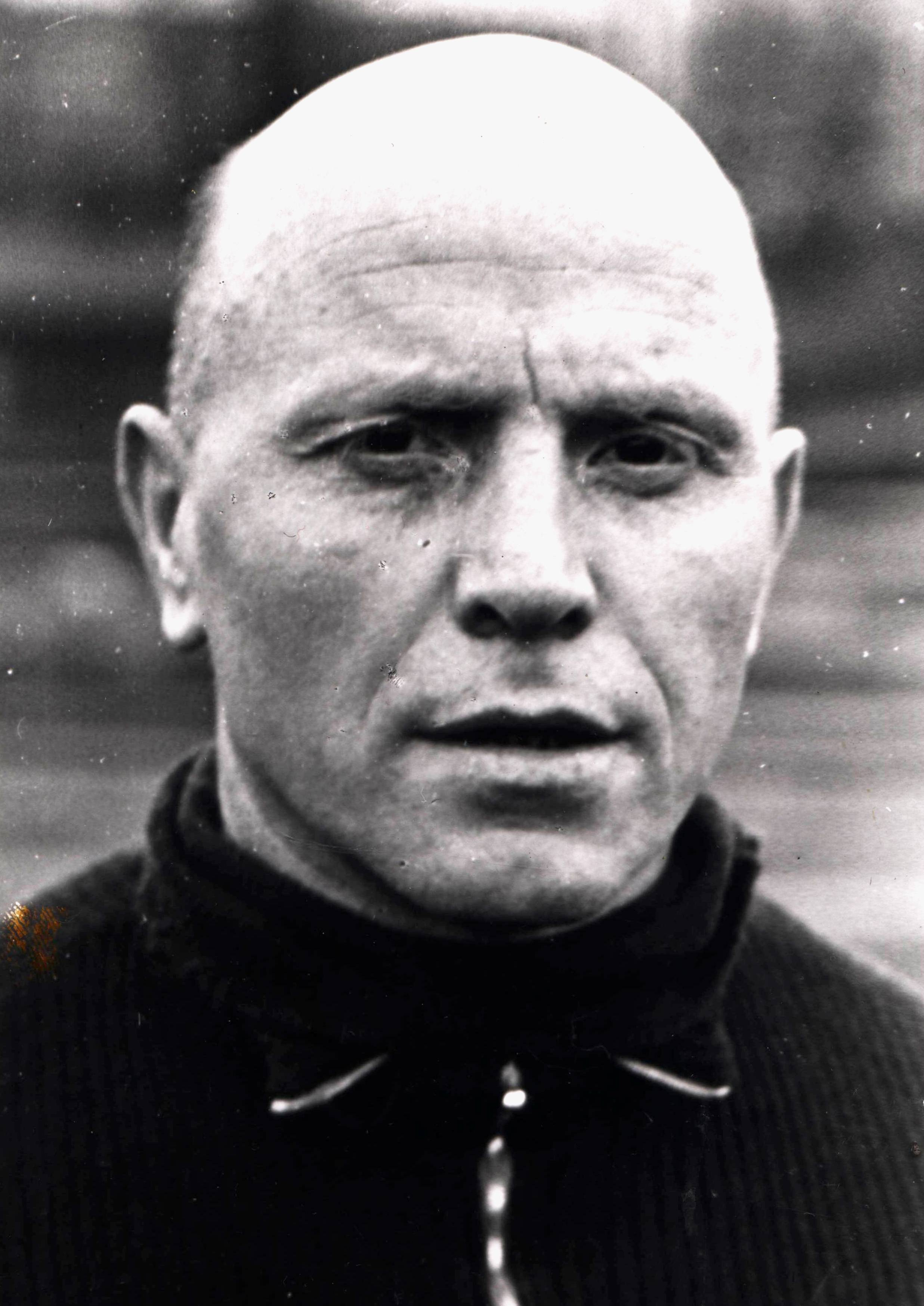
Erster Meistertrainer: Georg Knöpfle

- erster Tabellenführer: nach dem 1. Spieltag 1963/64 (nach einem 2:0-Sieg gegen den VfB Stuttgart, gemeinsam mit Schalke 04)[3][4]
  - erster Trainer, der mit seiner Mannschaft Tabellenführer wurde: Georg Knöpfle (nach dem 1. Spieltag 1963/64, nach einem 2:0-Sieg gegen den 1. FC Saarbrücken, gemeinsam mit Georg Gawliczek von Schalke 04)[5][3][4]
- erster Verein, der in einem Spiel ohne Gegentreffer blieb: am 1. Spieltag 1963/64 (beim 2:0-Sieg gegen den 1. FC Saarbrücken, gemeinsam mit Schalke 04 gegen den VfB Stuttgart)[6][7]
  - auch erster Torhüter, der in einem Spiel ohne Gegentreffer blieb: Fritz Ewert (am 1. Spieltag 1963/64, beim 2:0-Sieg gegen den VfB Stuttgart, gemeinsam mit Horst Mühlmann für Schalke 04)[6][7]
- erster Deutscher Meister: 1963/64[8]
- erster Meistertrainer: Georg Knöpfle (1963/64)
- erster Meistertrainer, der in seiner ersten Saison den Titel holte: Georg Knöpfle (1963/64)
- meiste 0:0-Unentschieden in einer Saison: 9 (2014/15)[9]
- meiste Tore eines einzigen Spielers in einem Spiel: 6 (Dieter Müller gegen Werder Bremen, 1977/78, Stand: Saisonende 2023/24)[9]
- meiste Auswärtssiege in Folge im Duell gegen einen anderen Gegner: 6 (gegen den VfB Stuttgart, 2008 bis 2001, Stand: 18. Spieltag 2023/24)[10]
- Torhüter mit den meisten Spielminuten ohne Gegentor zu Saisonbeginn: 365 (Timo Horn, 4 Spiele und 5 Minuten, 2014/15)[11][12]
- jüngster Spieler mit 100 Toren: Dieter Müller (23 Jahre und 176 Tage)[13]

### Negativrekorde
- längste Zeit ohne Torerfolg: 1033 Minuten (10 Spiele in Folge, 2001/02)[14]
- schnellster Platzverweis nach Spielbeginn: nach 93 Sekunden (Youssef Mohamad, beim 1:3 gegen Kaiserslautern, am 21. August 2010, Stand: 9. Spieltag 2023/24)[9]
- jüngster Strafstoß-Schütze, der verschoss: Harald Konopka (18 Jahre und 360 Tage, am 13. November 1971, gegen Hannover 96, Stand: 2. Spieltag 2024/25)[15]

### Vereinsintern
- Rekordspieler: Toni Schumacher (422 Einsätze)[16]
- Rekordfeldspieler: Wolfgang Overath (409 Einsätze)[16]
- Rekordtorschütze: Hannes Löhr (166 Tore)[17]
- jüngster Spieler: Yann Aurel Bisseck (16 Jahre, 11 Monate und 28 Tage)[18]
- ältester Spieler: Morten Olsen (39 Jahre, 9 Monate und 27 Tage)[19]
- ältester Torhüter: Faryd Mondragón (39 Jahre, 5 Monate und 27 Tage)[19]
- ältester Debütant: Faryd Mondragón (37 Jahre und 56 Tage, am 16. August 2008)[20]
- jüngster Torschütze: Pierre Littbarski (18 Jahre und 146 Tage, am 9. September 1978 gegen Fortuna Düsseldorf, Stand: 11. Spieltag 2023/24)[21][22]
- jüngster Strafstoß-Schütze: Lukas Podolski (18 Jahre und 346 Tage, am 15. Mai 2004, gegen Hansa Rostock, verwandelt, Stand: 2. Spieltag 2024/25)[15]
- meiste Tore nach den ersten 50 Einsätzen: 35 (Christian Müller)[23]
- meiste Punkte in einer Saison (seit Einführung der Drei-Punkte-Regel 1995/96): 52 (2021/22)[24]
- meiste Siege in Folge: 9 (21. bis 27. Spieltag 1969/70, inklusive zweier Nachholspiele, Stand: 12. Spieltag 2023/24)
- höchster Auswärtssieg: 6:0 (gegen Tasmania Berlin am 30. Oktober 1965)[25][26]
- Trainer mit den meisten Siegen: Christoph Daum (76, Stand: 28. Spieltag 2022/23)[27]
- meiste Spiele in Folge ohne Niederlage: 10 (6 Siege, 4 Unentschieden; 20. bis 29. Spieltag 2022/23)[28]
- meiste Auswärtssiege in Serie: 4 (2×)[29][30]
  - (1992)
  - (1970)
- meiste Heimniederlagen in Folge: 5 (2001/02, Stand: 6. Spieltag 2023/24)[31]
- meiste Auswärtsunentschieden in Folge: 5 (19., 21., 23., 25. und 27. Spieltag 2023/24, Stand: Saisonende 2023/24)[32]
- meiste Heimniederlagen in Folge gegen einen anderen Gegner: 10 (gegen den FC Bayern, laufend, Stand: Saisonende 2023/24)[33]
- meiste Heimniederlagen in einer Saison: 9 (mehrfach, auch 2023/24, Stand: Saisonende 2023/24)[34]
- meiste Auswärtsniederlagen gegen einen anderen Gegner: 30 (gegen Werder Bremen, Stand: Saisonende 2023/24)[35]
- meiste Spiele in Folge, in denen man mindestens ein Gegentor kassierte: 21 (im Jahr 2020, Stand: 11. Spieltag 2023/24)[33]
- wenigste Punkte nach 10 Spieltagen: 2 (2017/18)[36]
- wenigste Punkte nach der Hinrunde (17 Spieltage): 6 (2017/18)[37]
- wenigste Punkte aus den ersten 12 Heimspielen einer Saison: 7 (2020/21, Stand: 25. Spieltag 2023/24)[38]
- wenigste Punkte aus den ersten 13 Heimspielen einer Saison: 8 (2020/21, Stand: 25. Spieltag 2023/24)[38][39]
- wenigste Siege nach 24 Spieltagen: 3 (2×, Stand: 25. Spieltag 2023/24)[40][41]
  - 2023/24
  - 2001/02
- wenigste Siege nach 25 Spieltagen: 3 (2×, Stand: 25. Spieltag 2023/24)[40][41]
  - 2023/24
  - 2001/02
- wenigste Siege nach 26 Spieltagen: 3 (2×, Stand: 26. Spieltag 2023/24)[40][41][38]
  - 2023/24
  - 2001/02
- wenigste Siege nach 27 Spieltagen: 3 (2023/24, Stand: 27. Spieltag 2023/24)[40][41][38][42]
- wenigste Siege nach 28 Spieltagen: 4 (2×, Stand: 28. Spieltag 2023/24)[40][41][43][44][45]
  - 2001/02
  - 2023/24
- wenigste Siege nach 29 Spieltagen: 4 (2×, Stand: 30. Spieltag 2023/24)[40][41][46]
  - 2023/24
  - 2001/02
- wenigste Siege nach 30 Spieltagen: 4 (2×, Stand: 30. Spieltag 2023/24)[40][41][46]
  - 2023/24
  - 2001/02
- wenigste Siege nach 31 Spieltagen: 4 (2023/24, Stand: 31. Spieltag 2023/24)[47][40][41][46]
- wenigste Siege nach 32 Spieltagen: 4 (2023/24, Stand: 32. Spieltag 2023/24)[40][41][46][47]
- wenigste Siege nach 33 Spieltagen: 5 (2023/24, Stand: 33. Spieltag 2023/24)[48][40][41][46][47]
- am häufigsten Bundesliga-Torschützenkönig: Dieter Müller (2×)[49]
  - (34 Tore, 1976/77)
  - (24 Tore, 1977/78, gemeinsam mit Gerd Müller)
- meiste Saisontore eines Belgiers: 12 (Roger Van Gool, 1977/78)[50]
- jüngster Spieler mit 30 Toren: Dieter Müller[51]
- meiste Mehrfachpacks in einer Saison zu Beginn der Bundesliga-Karriere: 7 (Toni Polster, 1993/94, Stand: Saisonende 2023/24)[52]
- Spieler, der die meisten Strafstöße in Folge verwandelte: Toni Polster (15, 23. Oktober 1993 bis 24. Mai 1997, Stand: 18. Spieltag 2024/24)[53]
- englischer Rekordtorschütze: Tony Woodcock (39 Tore, Stand: 31. Spieltag 2023/24)[54][55]